# El camino (álbum de Chano)
El camino es el tercer álbum solista del cantante argentino de pop Chano,  lanzado el 27 de diciembre de 2022 bajo el sello Pirca Records. Lo integran 8 canciones que fueron editadas como sencillos entre 2021 y 2022, concluyendo con el estreno del videoclip «Nunca nos fuimos» simultáneamente a la aparición del propio disco en plataformas digitales sin previo aviso. La producción artística estuvo principalmente a cargo de Renzo Luca, quien trabajó sobre 7 de los temas. Contó con la participación vocal de figuras emergentes de la escena musical argentina, como: Natalie Pérez, Luck Ra y Dakillah. El último track, «Instante», fue producido por Pepe Céspedes y Juan Bruno, que colaboraron con Charpentier en placas anteriores, y fue cantado a dúo con Bambi, quien es hermano de Chano y ex bajista de Tan Biónica, proyecto que los vio iniciar juntos sus trayectorias musicales.
El 18 de octubre de 2023, a pocos días de la vuelta de Tan Biónica a los escenarios para una última gira, y en medio de la expectativa que esto generó en el público, el sello Pirca Records anunció en redes sociales el lanzamiento de El camino en formato vinilo.

## Producción
Este material significó la vuelta del cantautor, luego de su paso por Universal Music Group, a la compañía independiente Pirca Records, la cual editó los primeros álbumes de Tan Biónica.
Por otra parte, el joven productor platense Renzo Luca fue la mano derecha de Chano en El camino, produciendo casi todas las canciones y firmándolas en conjunto. Ante el lanzamiento de «Mecha», primer sencillo del disco, Chano manifestó que recurrió a él "en un acto para salir de mi zona de confort" y que "salieron cosas mucho más copadas" trabajando a la par.
A nivel sonoro, este disco aborda un conjunto de texturas, timbres y ritmos que sintetizan el perfil de la carrera solista de Chano: la impronta reggaetonera que propulsó el éxito de «Carnavalintro» se encuentra nuevamente en el estribillo de «Mecha», el perfil acústico e íntimo de «Claramente» reaparece en «Instante». «Oración al sol», por su parte, es la continuación de «Naistumichiu», lo cual se explicita en su videoclip, filmado en las mismas locaciones y dotado de elementos visuales prácticamente idénticos. En esta mixtura que coquetea con lo urbano, el carnavalito y la balada, atravesando cada elemento por el tamiz pop característico del cantante, se desarrollan con sus propios matices todas las piezas que componen el material.

## Lista de canciones
Todas las canciones escritas y compuestas por Chano Moreno Charpentier y Renzo Luca, excepto donde se aclare. 
| El camino |                                            |                                    |          |  |
| N.º       | Título                                     | Escritor(es)                       | Duración |  |
| 1.        | «Nunca nos fuimos» (con Luck Ra)           | Chano · R. Luca · Luck Ra          | 03:00    |  |
| 2.        | «Mecha»                                    |                                    | 03:09    |  |
| 3.        | «El himno de nosotros» (con Natalie Pérez) |                                    | 03:07    |  |
| 4.        | «Quarentina»                               |                                    | 03:23    |  |
| 5.        | «Como vos»                                 |                                    | 03:42    |  |
| 6.        | «Oración al sol»                           |                                    | 03:19    |  |
| 7.        | «De su color» (con Dakillah)               | Chano · R. Luca · Dakillah         | 04:19    |  |
| 8.        | «Instante» (con Bambi)                     | Chano · Pepe Céspedes · Juan Bruno | 03:16    |  |
| 27:15     |                                            |                                    |          |  |